# 10-й армійський корпус (Україна)
10-й армійський корпус (10 АК) — оперативно-тактичне з'єднання Сухопутних військ Збройних Сил України. Центр формування корпусу — м. Полтава. У 2023 році брав участь у контрнаступі на мелітопольському напрямку.

## Історія
Влітку 2023 року 10-й армійський корпус був задіяний в наступальних операціях ЗСУ на півдні України. 15 серпня президент України Зеленський відвідав командний пункт 10-го армійського корпусу на Мелітопольському напрямку.

## Структура
Станом на 2024 рік:
- 116-та окрема механізована бригада[2][4]
- 117-та важка окрема механізована бригада[2]
- 118-та окрема механізована бригада[2]
- 5-та окрема важка механізована бригада
- 12-й окремий танковий батальйон[5]
- 151-й окремий розвідувально-ударний батальйон
- 82-й окремий батальйон зв’язку
- 94-й окремий батальйон підтримки
- 229-й батальйон логістики
- 509-й ремонтно-відновлювальний батальйон
- 582-й окремий батальйон охорони та забезпечення
- 183-й батальйон резерву

## Командування
- 2023—??: бригадний генерал Перець Сергій Степанович[4]
- ??—2024: бригадний генерал Зубанич Василь Іванович[6]
- 2024: бригадний генерал Богомолов Артем Євгенович[7]
- 2024: генерал-майор Ніколюк Віктор Дмитрович[8]
- з 2024: бригадний генерал Перець Сергій Степанович[9]

## Символіка
Емблема 10 корпусу ґрунтується на історичній символіці ППД корпусу — м. Полтава, а також — характерній для Сухопутних військ кольоровій гамі — поєднанні захисного темно-оливкового та синього кольорів, що склалися як піхотні барви ще за часів Української Народної Республіки 1918—1921 років. Таким чином, в символіці корпусу підкреслюється спадкоємність сучасних Збройних Сил від бойових традицій козацтва та армій періоду УНР.
Місто Полтава в середині XVII ст. здобула привілей на самоврядування на основі магдебурзького права. У цей же час постав міський герб Полтави, в основі якого перебувала фігура напнутого лука зі стрілою. На міських печатках XVIIІ ст. його зазвичай зображувано в супроводі зірок.
Девіз 10 корпусу — «VIVERE EST MILITARE», тобто — «ЖИТИ ОЗНАЧАЄ БОРОТИСЯ».